# Jan Sandström (jurist)
Jan Mauritz Sandström, född 6 september 1931 i Johannebergs församling i Göteborg, död 25 mars 2020 i Haga distrikt, var en svensk jurist.

## Biografi
Sandström blev juris kandidat vid Uppsala universitet 1955 samt juris licentiat och juris doktor i Stockholms universitet 1969. Han genomförde tingstjänstgöring 1956–58, var anställd vid en advokatbyrå i New York 1958–59, var assistent vid rättsvetenskapliga institutionen på Handelshögskolan i Göteborg (HHG) 1959–61, biträdande lärare där 1961–68 och direktörsassistent vid ett sjöförsäkringsbolag i London 1968–69.
Sandström blev docent i civilrätt vid Stockholms universitet 1969, universitetslektor vid HHG 1969, var tillförordnad professor i rättsvetenskap vid HHG 1969–73 och professor i handelsrätt vid Göteborgs universitet 1973–96.
Sandström var visiting research professor vid Stanford Law School, Kalifornien, 1976–77 och prefekt för rättsvetenskapliga institutionen vid Göteborgs universitet 1972–80. Han var ordförande i Sjörättsföreningen i Göteborg 1972–82, Sveriges dispaschör 1980–98, skattmästare i Europeiska dispaschörsföreningen från 1991 och vice ordförande i nämnden för rederistöd från 1984.
Sandström har författat skrifter i främst transporträtt och associationsrätt samt artiklar i svensk och internationell fackpress.